# Lucas Licht
Lucas Matías Licht (Berisso, Buenos Aires, Argentina; 6 de abril de 1981) es un exfutbolista y entrenador argentino. Se desarrollaba como lateral o volante por izquierda. Actualmente es ayudante de campo de Jorge Vivaldo en Talleres (RdE) de la Primera Nacional de Argentina.

## Trayectoria

### Como jugador
Sus primeros pasos futbolísticos a nivel infantiles los realizó en el Club Rivadavia de Berisso. Su padre integró la comisión directiva Club Rivadavia donde jugaron Lucas y su hermano, eran los primeros torneos de LISFI.
Tras haber debutado como profesional con la camiseta de Gimnasia y Esgrima La Plata, y luego de un frustrado pase a Israel, fue una de las figuras del equipo subcampeón del Torneo Apertura 2005.
Luego pasó al Getafe de la Primera División española, con el que disputó la Copa UEFA (hoy denominada Liga Europea de la UEFA).Un año antes de finalizar su contrato decidió volver a su país natal para vestir la camiseta del Racing Club de Avellaneda.
En julio de 2012 decide volver a su primer club Gimnasia y Esgrima La Plata para afrontar el campeonato de la Segunda División de Argentina.En septiembre de 2019, Diego Armando Maradona, lo elige como referente del plantel y capitán.
El 31 de diciembre de 2021 rescindió contrato con el club platense y el 2 de enero de 2022 llegó como jugador libre al Club Atlético Villa San Carlos de Berisso su ciudad natal.El 17 de octubre de 2023, anunció su retiro del fútbol profesional al final de la temporada.

### Como entrenador
En octubre de 2023, fue confirmado como entrenador de Villa San Carlos a partir de la temporada 2024.Unos meses más tarde, fue despedido de su cargo luego de una serie de malos resultados.

## Selección nacional
En 2010, fue convocado por Diego Armando Maradona para vestir la camiseta de la selección argentina, pero no pudo asistir debido a una importante lesión en una de sus rodillas provocada en una jugada desafortunada con el entonces atacante de Arsenal, Franco Jara.

## Estadísticas

### Como jugador
- Actualizado hasta el 8 de  mayo de 2021.

| Club                       | Temporada           | Div.                | Liga  | Liga  | Liga   | Copas Nacionales | Copas Nacionales | Copas Nacionales | Torneos Internacionales | Torneos Internacionales | Torneos Internacionales | Total | Total | Total  |
| Club                       | Temporada           | Div.                | Part. | Goles | Asist. | Part.            | Goles            | Asist.           | Part.                   | Goles                   | Asist.                  | Part. | Goles | Asist. |
| -------------------------- | ------------------- | ------------------- | ----- | ----- | ------ | ---------------- | ---------------- | ---------------- | ----------------------- | ----------------------- | ----------------------- | ----- | ----- | ------ |
| Gimnasia LP Argentina      | 2001/02             | 1°                  | 18    | 1     | 0      | -                | -                | -                | -                       | -                       | -                       | 18    | 1     | 0      |
| Gimnasia LP Argentina      | 2002/03             | 1°                  | 17    | 0     | 0      | -                | -                | -                | 7                       | 0                       | 0                       | 24    | 0     | 0      |
| Gimnasia LP Argentina      | 2003/04             | 1°                  | 33    | 2     | 0      | -                | -                | -                | -                       | -                       | -                       | 33    | 2     | 0      |
| Gimnasia LP Argentina      | 2004/05             | 1°                  | 29    | 4     | 0      | -                | -                | -                | -                       | -                       | -                       | 29    | 4     | 0      |
| Gimnasia LP Argentina      | 2005/06             | 1°                  | 35    | 1     | 3      | -                | -                | -                | -                       | -                       | -                       | 35    | 1     | 3      |
| Gimnasia LP Argentina      | Total               | Total               | 132   | 8     | 50     | -                | -                | -                | 7                       | 0                       | 0                       | 139   | 8     | 50     |
| Getafe · España            | 2006/07             | 1°                  | 8     | 0     | 0      | 1                | 0                | 0                | -                       | -                       | -                       | 9     | 0     | 0      |
| Getafe · España            | 2007/08             | 1°                  | 33    | 1     | 0      | 3                | 0                | 0                | 6                       | 0                       | 1                       | 42    | 1     | 1      |
| Getafe · España            | 2008/09             | 1°                  | 29    | 0     | 1      | -                | -                | -                | -                       | -                       | -                       | 29    | 0     | 1      |
| Getafe · España            | 2009/10             | 1°                  | 0     | 0     | 0      | -                | -                | -                | -                       | -                       | -                       | 0     | 0     | 0      |
| Getafe · España            | Total               | Total               | 70    | 1     | 1      | 4                | 0                | 0                | 6                       | 0                       | 1                       | 80    | 1     | 2      |
| Racing Club Argentina      | 2010                | 1°                  | 5     | 0     | 0      | -                | -                | -                | -                       | -                       | -                       | 5     | 0     | 0      |
| Racing Club Argentina      | 2010/11             | 1°                  | 27    | 1     | 1      | -                | -                | -                | -                       | -                       | -                       | 27    | 1     | 1      |
| Racing Club Argentina      | 2011/12             | 1°                  | 24    | 0     | 0      | 3                | 1                | 0                | -                       | -                       | -                       | 27    | 1     | 0      |
| Racing Club Argentina      | Total               | Total               | 56    | 1     | 1      | 3                | 1                | 0                | -                       | -                       | -                       | 59    | 2     | 1      |
| Gimnasia LP Argentina      | 2012/13             | 2°                  | 34    | 5     | 6      | 1                | 0                | 0                | -                       | -                       | -                       | 35    | 5     | 1      |
| Gimnasia LP Argentina      | 2013/14             | 1°                  | 34    | 7     | 8      | -                | -                | -                | -                       | -                       | -                       | 34    | 7     | 2      |
| Gimnasia LP Argentina      | 2014                | 1°                  | 18    | 2     | 3      | 1                | 0                | 0                | 2                       | 0                       | 0                       | 21    | 2     | 3      |
| Gimnasia LP Argentina      | 2015                | 1°                  | 10    | 2     | 3      | -                | -                | -                | -                       | -                       | -                       | 10    | 1     | 3      |
| Gimnasia LP Argentina      | 2016                | 1°                  | 14    | 2     | 5      | -                | -                | -                | -                       | -                       | -                       | 14    | 1     | 0      |
| Gimnasia LP Argentina      | 2016/17             | 1°                  | 28    | 2     | 3      | 5                | 1                | 1                | 1                       | 0                       | 0                       | 34    | 3     | 4      |
| Gimnasia LP Argentina      | 2017/18             | 1°                  | 14    | 1     | 3      | 3                | 1                | 0                | -                       | -                       | -                       | 17    | 1     | 3      |
| Gimnasia LP Argentina      | 2018/19             | 1°                  | 7     | 1     | 0      | 1                | 0                | 0                | -                       | -                       | -                       | 8     | 0     | 0      |
| Gimnasia LP Argentina      | 2019/20             | 1°                  | 11    | 1     | 4      | 1                | 1                | 0                | -                       | -                       | -                       | 12    | 1     | 0      |
| Gimnasia LP Argentina      | 2021                | 1°                  | 0     | 0     | 0      | 6                | 3                | 0                | -                       | -                       | -                       | 6     | 3     | 0      |
| Gimnasia LP Argentina      | Total               | Total               | 170   | 23    | 60     | 18               | 6                | 1                | 3                       | 0                       | 0                       | 191   | 34    | 69     |
| Gimnasia LP Argentina      | Total en Gimnasia   | Total en Gimnasia   | 302   | 42    | 85     | 18               | 6                | 1                | 10                      | 0                       | 0                       | 330   | 42    | 85     |
| Villa San Carlos Argentina | 2022                | 3°                  | 20    | 6     | ?      | -                | -                | -                | -                       | -                       | -                       | 19    | 6     | -      |
| Total en su carrera        | Total en su carrera | Total en su carrera | 448   | 50    | 93     | 25               | 7                | 1                | 16                      | 0                       | 1                       | 469   | 35    | 94     |

### Como entrenador
| Club                       | Año   | PJ | PG | PE | PP | GF | GC | DG | EF%    |
| -------------------------- | ----- | -- | -- | -- | -- | -- | -- | -- | ------ |
| Villa San Carlos Argentina | 2024  | 13 | 2  | 3  | 8  | 11 | 16 | -5 | 23.08% |
| Total                      | Total | 12 | 2  | 3  | 8  | 11 | 16 | -5 | 23.08% |